# Фадеєвська сільська рада
Фаде́євська сільська рада (рос. Фадеевский сельский совет) — сільське поселення у складі Пономарьовського району Оренбурзької області Росії.
Адміністративний центр — селище Фадеєвський.

## Населення
Населення — 739 осіб (2019; 937 в 2010, 1211 у 2002).

## Склад
До складу сільської ради входять:
| Населений пункт       | Населення, осіб (2002) | Населення, осіб (2010) |
| --------------------- | ---------------------- | ---------------------- |
| Бесідино, село        | 183                    | 121                    |
| Новобогородське, село | 212                    | 168                    |
| Фадеєвський, селище   | 731                    | 598                    |
| Чистопольє, селище    | 85                     | 50                     |